# 6 PIECES OF STORY
『6 PIECES OF STORY』（シックス・ピーシーズ・オブ・ストーリー）は、日本のシンガーソングライターである尾崎豊の初の映像作品。6曲のビデオ・クリップが収録されている。
1986年7月21日にCBS・ソニーよりVHS、8ミリビデオ、ベータマックス、LDの4規格でリリースされ、2005年8月24日にDVDで再リリース。

## 解説
全編ビデオ・クリップを収録した作品。監督は佐藤輝。
尾崎が十代の内に発表したアルバム『十七歳の地図』（1983年）から『壊れた扉から』（1985年）までの3枚のアルバムから選曲されている。
ライブ映像を中心にイメージ映像や普段のスナップショットなどを加えたものが多く、曲間には尾崎の肉声によるメッセージが収録されている。
2005年にはDVD化に際して、新たに撮影当時のメイキング映像と、撮影監督である佐藤のインタビューを収録している。　
「10 PIECES OF STORY」には、1984年12月3日の秋田市文化会館公演の未公開リハーサル映像が、ボーナス・トラックとして収録されている。　　　　　　　　　　　　　　　　　　　　　　　　　　

### 再発
2018年4月25日には新作ビデオ・クリップ含む4曲を加えた『10 PIECES OF STORY』（テン・ピーシーズ・オブ・ストーリー）がDVDとBlu-rayでリリース。初回限定盤は、全40頁フォトブックが封入された三方背BOX仕様となっている。

## 収録曲
作詞・作曲：尾崎豊
1. 十七歳の地図
  - 編曲：西本明

1984年3月15日、新宿ルイードで行われたデビューライブの映像に、蜂などが出てくるイメージ映像を追加した。
2. 卒業
  - 編曲：西本明

衣服着用のまま水中でもがく尾崎の映像をメインに、ピアノを弾くシーン、骨折して松葉杖をつきながら歩く映像などで構成。ラストシーンが衝撃的である。
3. Driving All Night
  - 編曲：Yutaka Ozaki & Heart of Klaxon／コーラスアレンジ：町支寛二

1985年8月25日の大阪球場でのライブ映像に、ノーヘルメットでバイクに乗るシーン、蜂などが出てくるイメージ映像を追加した作品となっている。イメージ映像の場面では曲が停止することがある。この音源はシングルとしてもリリースされている。
4. Freeze Moon
  - 編曲：Yutaka Ozaki & Heart of Klaxon／コーラスアレンジ：町支寛二

尾崎本人に塗料を浴びせた状態を逆回転させた映像となっている。
5. 路上のルール
  - 編曲：西本明

映像は1986年12月26日の新潟県民会館で撮影されたもので、尾崎のローディーであった空田満をメインとした映像になっている。
6. I LOVE YOU
  - 編曲：西本明

ライブ音源にイメージ映像を追加したもので、精神病棟のような場所にたたずむ尾崎の映像が使用されている。

## 10 PIECES OF STORY
新たに追加されたビデオ・クリップ
1. 核
  - 編曲：樫原伸彦

ニューヨークの街並みと、そこでの尾崎の足取りを追った映像が使用されている。
2. 太陽の破片（NEW VERSION）
  - 編曲：本多俊之
3. 僕が僕であるために
  - 編曲：町支寛二
4. I LOVE YOU（NEW VIDEO CLIP）
  - 編曲：西本明

### BONUS TRACK
1. OUT-TAKES FROM GRADUATION
「6 PIECES OF STORY」のDVDのみ収録。
「卒業」のアウトテイクを20テイク以上編集し、つないだもの。本編収録のものとは全く別の作品に仕上がっている。
2. LIVE REHEARSAL AT AKITA BUNKAKAIKAN ON Dec. 3rd 1984
「10 PIECES OF STORY」のみ収録。

## スタッフ・クレジット
- 佐藤輝 - 監督
- テル・ディレクターズ・ファミリィ - 制作
- マザー・エンタープライズ - 制作協力
- 須藤晃 - プロデューサー
- 助川健 - レコーディング、ミックス・エンジニア
- 福田信（マザー・エンタープライズ） - マネージメント
- 田島照久 - カバー・デザイン、写真撮影